# Султанат Доњи Авлаки
Султанат Доњи Авлаки (арап. سلطنة العوالق السفلى) је била феудална држава на југу Арапбијског полуострва источно од луке Аден. Од 19. вијека, овај султанат је био у вазалном односу према Британском царству. Данас је територија овог бившег шеиката дио јеменске мухафазе Шабва.
Пријестоница овог султаната била је град Ахвар.

## Историја
Султанат Доњи Авлаки одвојио се од Султаната Горњи Авлаки током 18. стољећа (у исто вријеме се одвојио и Шеикат Горњи Авлаки). Након што је Британија заузела луку Аден 1839. године, она им је постала одскочна даска за ширење британског утицаја на Јужну Арабију и Рог Африке. То се нарочито одразило на непосредно залеђе луке Аден, па тако и на Султанат Доњи Авлаки. Тако да је овај султанат био један од изворних девет кантона, који је међу првима потписао уговор о заштити с Британијом 1888. године и постао дио Протектората Аден. Нови уговор о заштити склопио је 1944. султан `Ајдарус ибн Али ал Авлаки, који је убрзо након тога убијен 1948. године.
Султани Доњег Авлакија покушали су модернизовати свој врло забачени и анакрони султанат, због тога су изградили телеграфску станицу и мањи аеродром у главном граду Ахвару, као и двије основне школе и једну средњу.
Султанат Доњи Авлаки се 1960. године придружио новој британској колонијалној творевини Федерацији Арапских Емирата Југа, те затим 1962. и Федерацији Јужне Арабије. Посљедњи султан ове мале државе био је Насир ибн Ајдарус ал Авлаки који је развлашћен 29. новембра 1967. и ухапшен. Тад је укинут Султанат Доњи Авлаки, те на његовој територији успостављена држава Јужни Јемен.